# Werner Klemperer

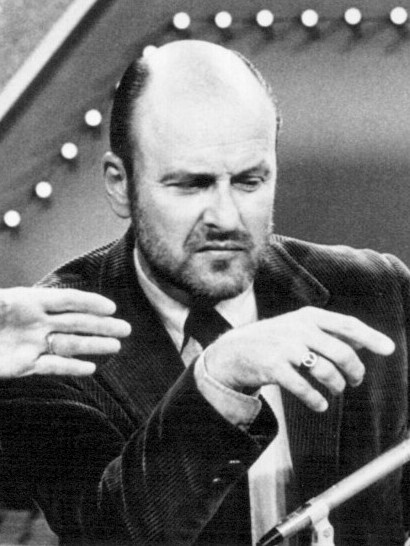
Werner Klemperer in 1971

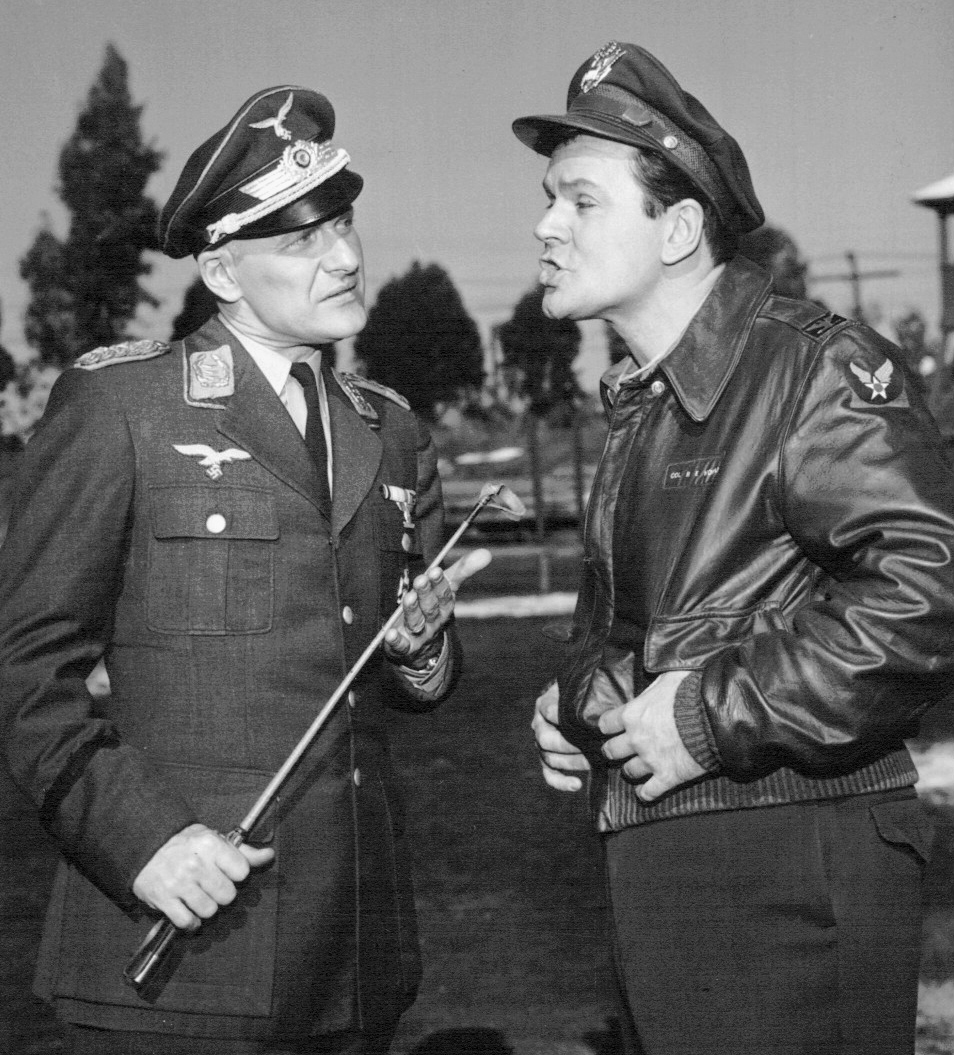
Werner Klemperer (links) en Bob Crane in de serie Hogan's Heroes in 1965

Werner Klemperer (Keulen, 22 maart 1920 – New York, 6 december 2000) was een Duits-Amerikaans televisie- en theateracteur.

## Biografie
Klemperer was een zoon van vader en dirigent Otto Klemperer en moeder en sopraan in een gezin van twee kinderen. Klemperer was muzikaal aangelegd en speelde uitstekend viool en piano. Zijn familie emigreerde in 1935 naar Amerika en gingen in Los Angeles wonen waar zijn vader ging werken als dirigent. Klemperer nam dienst in de United States Army en vocht mee in de Tweede Wereldoorlog. Toen hij gestationeerd was op Hawaï ging hij bij de Speciale eenheden en trad ook op voor de manschappen. 
Klemperer begon zijn acteercarrière in het theater in 1947 met het toneelstuk Heads or Tails. Hierna heeft hij nog meerdere rollen gespeeld in het theater.
Klemperer begon met acteren voor televisie in 1951 in de televisieserie Goodyear Television Playhouse. Hierna heeft hij nog meerdere rollen gespeeld in televisieseries en films, zoals The Wrong Man (1956), Kiss Them for Me (1957), Houseboat (1958), Judgment at Nuremberg (1961), Perry Mason (1958-1964), Hogan's Heroes (1965-1971) en Mr. Sunshine (1986). Voor zijn rol in de televisieserie Hogan’s Heroes werd hij vijf keer genomineerd voor een Emmy Award (1966, 1967, 1968, 1969 en 1970), waarvan hij er twee won. In 1993 acteerde hij voor het laatst om van zijn pensioen te genieten.
Klemperer was van 1959 tot en met 1968 getrouwd en heeft uit dit eerste huwelijk twee kinderen. Zijn tweede huwelijk duurde van 1969 tot en met 1975, en van 1997 tot en met zijn dood op 6 december 2000 was hij een derde keer getrouwd. Hij stierf in zijn woonplaats New York aan de gevolgen van kanker.

## Filmografie

### Films (selectie)
- 1956: The Wrong Man – als dr. Bannay
- 1956: Flight to Hong Kong
- 1956: Death of a Scoundrel
- 1956: 5 Steps to Danger
- 1956: Der falsche Mann (The Wrong Man)
- 1957: Kiss Them for Me – als luitenant Walter Wallace
- 1957: Istanbul
- 1958: Houseboat – als Harold Messner
- 1958: The Goddess – als Joe Wilsey
- 1961: Judgment at Nuremberg – als Emil Hahn
- 1961: Jagd auf Eichmann
- 1962: Escape from East Berlin – als Walter Brunner
- 1964: Youngblood Hawk
- 1965: Ship of Fools – als luitenant Heubner
- 1968: The Wicked Dreams of Paula Schultz
- 1969: Wake Me When the War Is Over – als majoor Erich Meuller
- 1972: Tödliches Gold (Assignment: Munich (televisiefilm)
- 1991: The Cabinett of Dr. Ramirez

### Televisieseries
Uitgezonderd eenmalige gastrollen.
- 1951–1952: Goodyear Television Playhouse – als de jonge man – 2 afleveringen
- 1953: The Philco Television Playhouse – als Leopold – 4 afleveringen
- 1955: Climax! – als ?? – 2 afleveringen
- 1955: Secret File, U.S.A.
- 1956/1959: Alfred Hitchcock Presents (2 afleveringen)
- 1957: M-Squad
- 1957: Maverick
- 1957: Gunsmoke
- 1958–1964: Perry Mason (3 afleveringen)
- 1959/1961: Have Gun – Will Travel (2 afleveringen)
- 1960: The Alaskans
- 1960: Rawhide
- 1960: Men Into Space
- 1960: The Untouchables
- 1963: My Three Sons – als professor Engel – 2 afleveringen
- 1963: 77 Sunset Strip
- 1964: The Man from U.N.C.L.E.
- 1964–1965: Voyage to the Bottom of the Sea (3 afleveringen)
- 1965–1971: Hogan’s Heroes (168 afleveringen)
- 1966: Lost in Space
- 1966: Batman
- 1965–1971: Hogan's Heroes – als kolonel Wilhelm Klink – 168 afleveringen
- 1972: Night Gallery
- 1973/1976: McMillan & Wife (2 afleveringen)
- 1977: Rhinemann Exchange (miniserie)
- 1979: The Love Boat
- 1981: Vega$
- 1983: Matt Houston
- 1986: Mr. Sunshine – als decaan – 2 afleveringen
- 1992: Law & Order - Stimmen
- 1993: The Simpsons (spreekrol)

## Theaterwerk opBroadway
- 1947: Galileo – als woedende aap
- 1947: Heads or Tails – als Eric Petersen
- 1950–1951: Twentieth Century – als First Beard
- 1954–1955: Dear Charles – als Jan Letzaresco
- 1957–1988: Cabaret – als Heer Schultz
- 1977: The Night of the Tribades – als Viggo Schiwe
- 1995: Uncle Vanya – als Alexander Vladimirivich Serebryakov

- Bibsys: 2028010
- Bibliothèque nationale de France: cb14193944k (data)
- CiNii: DA12217098
- Gemeinsame Normdatei: 134428463
- International Standard Name Identifier: 0000 0000 6309 8544
- Library of Congress Control Number: n80003090
- MusicBrainz: f4dc7f43-e3c0-4fc0-b8cc-01cce0a13c52
- Nationale bibliotheek van Australië: 36555448
- Nationale Bibliotheek van Israël: 987007451469505171
- Nationale Bibliotheek van Polen: a0000003522208
- Réseau des bibliothèques de Suisse occidentale: 02-A012815189
- SNAC: w69w2f5z
- Trove: 1289870
- Virtual International Authority File: 39587059
- WorldCat: E39PBJw4BQF7TQdV4YbpypKw4q